# Harper Hanovers Lopp
Harper Hanovers Lopp är ett travlopp för 3-åriga och äldre varmblodstravare som går av stapeln på lördagen under Elitloppshelgen i slutet av maj på Solvalla i Stockholm. Loppet är ett så kallat stayerlopp och går över den långa distansen 3140 meter plus tillägg för de hästar som tjänat mest pengar. Det är ett Grupp 1-lopp, det vill säga ett lopp av näst högsta internationella klass. Inför 2018 års upplaga höjdes loppets förstapris från 500 000 kronor till 900 000 kronor. Prissumman sänktes 2020 till 500 000 kronor, men till 2021 års upplaga höjs första priset till 1 000 000 kronor för att göra loppet mer intressant internationellt.
Loppet är uppkallat efter hästen Harper Hanover, som bland annat gick under smeknamnet "järnhästen".

## Världsrekord i loppet
Genom årens gång har flera världsrekord över lång distans travats i loppet. I 2014 års upplaga satte Mellby Viking nytt världsrekord med segertiden 1.12,5 över distansen 3160 meter. I 2016 års upplaga satte Bird Parker nytt världsrekord över 3180 meter, och slog därmed Mellby Vikings tidigare världsrekord, då han segrade på tiden 1.12,1 över distansen. Rekordet slogs igen i 2017 års upplaga av Sauveur, som travade 1.12,0 över distansen, och igen av Moni Viking 2020 då han travade 1.11,9. Rekordtiden tangerades 2021 av Wild Love och Kevin Oscarsson.

## Vinnare
| År   | Häst               | Kusk                | Tränare                 | Odds   | Tid     | Tvåa              | Trea              |
| ---- | ------------------ | ------------------- | ----------------------- | ------ | ------- | ----------------- | ----------------- |
| 2025 | Inmarosa           | Léo Abrivard        | Laurent-Claude Abrivard | 4,59   | 1.11,5  | Kentucky River    | Immortal Doc      |
| 2024 | Izoard Védaquais   | Benjamin Rochard    | Philippe Allaire        | 1,74   | 1.11,8  | High On Pepper    | Horchestro        |
| 2023 | Eric The Eel       | Magnus A. Djuse     | Tomas Malmqvist         | 15,55  | 1.12,1  | Kentucky River    | Imperatur Am      |
| 2022 | Diable de Vauvert  | Gabriele Gelormini  | Bertrand Le Beller      | 1,84   | 1.12,5  | Selected News     | Amalencius B.B.   |
| 2021 | Wild Love          | Kevin Oscarsson     | Anders Lindqvist        | 18,70  | 1.11,9  | Who's Who         | Digital Dominance |
| 2020 | Moni Viking        | Björn Goop          | Björn Goop              | 2,46   | 1.11,9  | Ivory di Quattro  | Blé du Gers       |
| 2019 | Eelis              | Olli Koivunen       | Timo Nurmos             | 25,15  | 1.13,1  | Handsome Brad     | Jet Voice         |
| 2018 | Platon Face        | Lutfi Kolgjini      | Lutfi Kolgjini          | 4,95   | 1.13,1  | Call Me Keeper    | Heartbreaker V.S. |
| 2017 | Sauveur            | Björn Goop          | Björn Goop              | 2,15   | 1.12,0  | Sorbet            | Linus Boy         |
| 2016 | Bird Parker        | Joseph Verbeeck     | Philippe Allaire        | 3,82   | 1.12,1  | Sauveur           | El Mago Pellini   |
| 2015 | Indigious          | Erik Adielsson      | Stig H. Johansson       | 14,97  | 1.13,4  | Mellby Viking     | Tomorrowland      |
| 2014 | Mellby Viking      | Jorma Kontio        | Timo Nurmos             | 3,49   | 1.12,5  | Time Machine      | Alfas da Vinci    |
| 2013 | Nougat Ås          | Johnny Takter       | Bo Westergaard          | 4,13   | 1.14,2  | Jacky Glide       | New Line          |
| 2012 | Winning Love       | Åke Lindblom        | Åke Lindblom            | 22,92  | 1.13,8  | Pitch Command     | Spring Erom       |
| 2011 | Yellow Eden        | Örjan Kihlström     | Stefan Hultman          | 6,71   | 1.15,1  | Eliott Hall       | Intruder Kronos   |
| 2010 | Yarrah Boko        | Torbjörn Jansson    | Trond Anderssen         | 3,49   | 1.14,3  | Laughing Stock    | Super Sprinter    |
| 2009 | Scargel            | Björn Goop          | Timo Nurmos             | 11,19  | 1.14,8  | Teaser Elegance   | Santa Zidane      |
| 2008 | Millstone's Eager  | Mika Forss          | Olli Tiainen            | 56,47  | 1.13,6  | Hoof Beats        | Triton Sund       |
| 2007 | Milord de Melleray | Thierry Duvaldestin | Thierry Duvaldestin     | 5,83   | 1.13,4  | Regent Royal      | Hot Tube          |
| 2006 | Max Flukt          | Kent Knutsson       | Kent Knutsson           | 2,09   | 1.13,8  | Bat Boy           | Top Ten           |
| 2005 | Max Flukt          | Kent Knutsson       | Kent Knutsson           | 4,01   | 1.14,3  | Spring Ray        | Rooney Boko       |
| 2004 | Jess Luxor         | Lutfi Kolgjini      | Lutfi Kolgjini          | 13,62  | 1.13,9  | Quack Pot         | Etain Royal       |
| 2003 | Flambeau des Pins  | Mathieu Fribault    | Mathieu Fribault        | 4,58   | 1.13,9  | Mr Vole           | Itou Jim          |
| 2002 | Flambeau des Pins  | Mathieu Fribault    | Mathieu Fribault        | 12,04  | 1.15,0  | Luckpenny San     | Hearth Boy Laday  |
| 2001 | Cool Amber         | Steen Juul          | Steen Juul              | 4,41   | 1.16,2  | Viktor Gwin       | Ciccolo Brunvang  |
| 2000 | Etain Royal        | Jorma Kontio        | Esa Holopainen          | 40,18  | 1.14,9  | Express Lavec     | Edu's Speedy      |
| 1999 | Bastian Birke      | Seppo Kukkonen      | Bent Nielsen            | 8,75   | 1.15,6  | Edu's Speedy      | Com Hector        |
| 1998 | Töjeksperten       | Flemming Jensen     | Peter Rasmussen         | 19,34  | 1.15,4  | Pride Farming     | Remington Crown   |
| 1997 | Pride Farming      | Örjan Kihlström     | Peter Karlsson          | 4,29   | 1.15,2  | Arabian I.T.      | Töjeksperten      |
| 1996 | Rocky Kim          | Jim Frick           | Kurt Rabe               | 4,88   | 1.17,6  | American Pride    | Santana Boy       |
| 1995 | Nenda              | Jimmi Ehlers        | Ingemar Croon           | 8,40   | 1.17,1  | Suitable Fashion  | Rapide H.         |
| 1994 | Pride Farming      | Roger Malmqvist     | Roger Malmqvist         | 32,74  | 1.15,4  | Queen L           | Västerbo Hazard   |
| 1993 | Golden Sunset      | Karl O. Johansson   | Olle Goop               | 38,64  | 1.16,8  | Queen L           | Spin Lama         |
| 1992 | Queen L            | Stig H. Johansson   | Stig H. Johansson       | 1,66   | 1.15,2  | Bowspirit         | Sky Skipper       |
| 1991 | Lenson Bar         | Stig H. Johansson   | Stig H. Johansson       | 8,42   | 1.16,2  | Khamsin Broline   | Gloom Raiser      |
| 1990 | Bubka Bob          | Stig H. Johansson   | Stig H. Johansson       | 3,74   | 1.18,0  | Moscow Road       | Black and White   |
| 1989 | Hot Trot Ting      | Lennart Forsgren    | Tommy Strandqvist       | 4,30   | 1.16,5  | The Big Apple     | Boy Nevele        |
| 1988 | Finito Lloyd       | Ove A. Lindqvist    | Sven Gustafsson         | 16,72  | 1.16.4  | First Serve       | Conny Dello       |
| 1987 | Gabriel Spin       | Ulf Thoresen        | Ulf Thoresen            | 19,26  | 1.18,2  | Finito Lloyd      | Banzai            |
| 1986 | Noble Mon          | Jim Frick           | Jim Frick               | 7,67   | 1.16,3  | Claudie Way       | Optimist N.       |
| 1985 | Utah Bulwark       | Stig H. Johansson   | Stig H. Johansson       | 3,28   | 1.16,1  | Kentucky Bell     | Cub Run           |
| 1984 | Le Grand Moulin    | Lars Lindberg       | Lars Lindberg           | 13,93  | 1.16,9  | Glory Wej         | Speedy Scotch     |
| 1983 | First Investment   | Thor Borg           | Thor Borg               | 112,65 | 1.17,8  | Top Charm         | Star Bunter       |
| 1982 | Terry Count        | Olle Hedin          | Olle Hedin              | 2,15   | 1.17,6  | Artful Love       | Hero Ribb         |
| 1981 | Oktan Sund         | Bo W. Takter        | Bo W. Takter            | 7,63   | 1.17,2  | Laban Laylock     | Master Håleryd    |
| 1980 | Calpam             | Sven Österblom      | Sven Österblom          | 3,10   | 1.19,9  | Frans Way         | Oktan Sund        |
| 1979 | Legat Sund         | Karl Gösta Fylking  | Lars-Gunnar Andersson   | 24,52  | 1.19,1  | Top Fläkt         | Dun Bunter        |
| 1978 | Aspirant Nibs      | Sture Lindström     | Sture Lindström         | 2,61   | 1.18,6  | Majestät Sund     | Scotland Key      |
| 1977 | Majestät Sund      | Per-Olov Björklund  | Per-Olov Björklund      | 3,82   | 1.19,4  | Hasse Bunter      | Top Fläkt         |
| 1976 | Wiretapper         | Sören Nordin        | Sören Nordin            | 1,17   | 1.19,8  | Keystone Sycamore | Lord Valid        |
| 1975 | Chaco S.           | Hans Svensson       | Hans Svensson           | 5,54   | 1.17,4a | Air France        | Pelle J:r         |
| 1974 | O'Man              | Hans Svensson       | Hans Svensson           | 52,80  | 1.19,4a | Brest             | Lady Ego          |
| 1973 | Air Song           | Lars Molin          | Lars Molin              | 2,18   | 1.19,1  | Pom Chips         | Chayn             |
| 1972 | Zolimit            | Ulf Nordin          | Sören Nordin            | 4,60   | 1.18,1a | Knagg             | Cirene Bunter     |
| 1971 | Tibur              | Bertil Rogell       | Bertil Rogell           | 2,07   | 1.21,4  | Daniel            | Mite Galvator     |
| 1970 | Tibur              | Bertil Rogell       | Bertil Rogell           | 3,23   | 1.21,1  | Gransäter         | Big Lama          |
| 1969 | Kentucky Fibber    | Knut Lindblom       | Knut Lindblom           | 1,38   | 1.21,4  | Big Lama          | Espri             |
| 1968 | Big Lama           | Ulf Reslow          | Ulf Reslow              | 1,25   | 1.23,8  | Metro Star        | Monolog           |